# Ciadoux
Ciadoux est une commune française située dans l'ouest du département de la Haute-Garonne, en région Occitanie. Sur le plan historique et culturel, la commune est dans le pays de Comminges, correspondant à l’ancien comté de Comminges, circonscription de la province de Gascogne située sur les départements actuels du Gers, de la Haute-Garonne, des Hautes-Pyrénées et de l'Ariège.
Exposée à un climat océanique altéré, elle est drainée par la Save, la Nère, un bras de la Save, le ruisseau Riou Pudé et par divers autres petits cours d'eau. La commune possède un patrimoine naturel remarquable composé d'une zone naturelle d'intérêt écologique, faunistique et floristique.
Ciadoux est une commune rurale qui compte 226 habitants en 2022, après avoir connu une forte hausse de la population depuis 1975. Ses habitants sont appelés les Ciadouzains ou  Ciadouzaines.

## Géographie

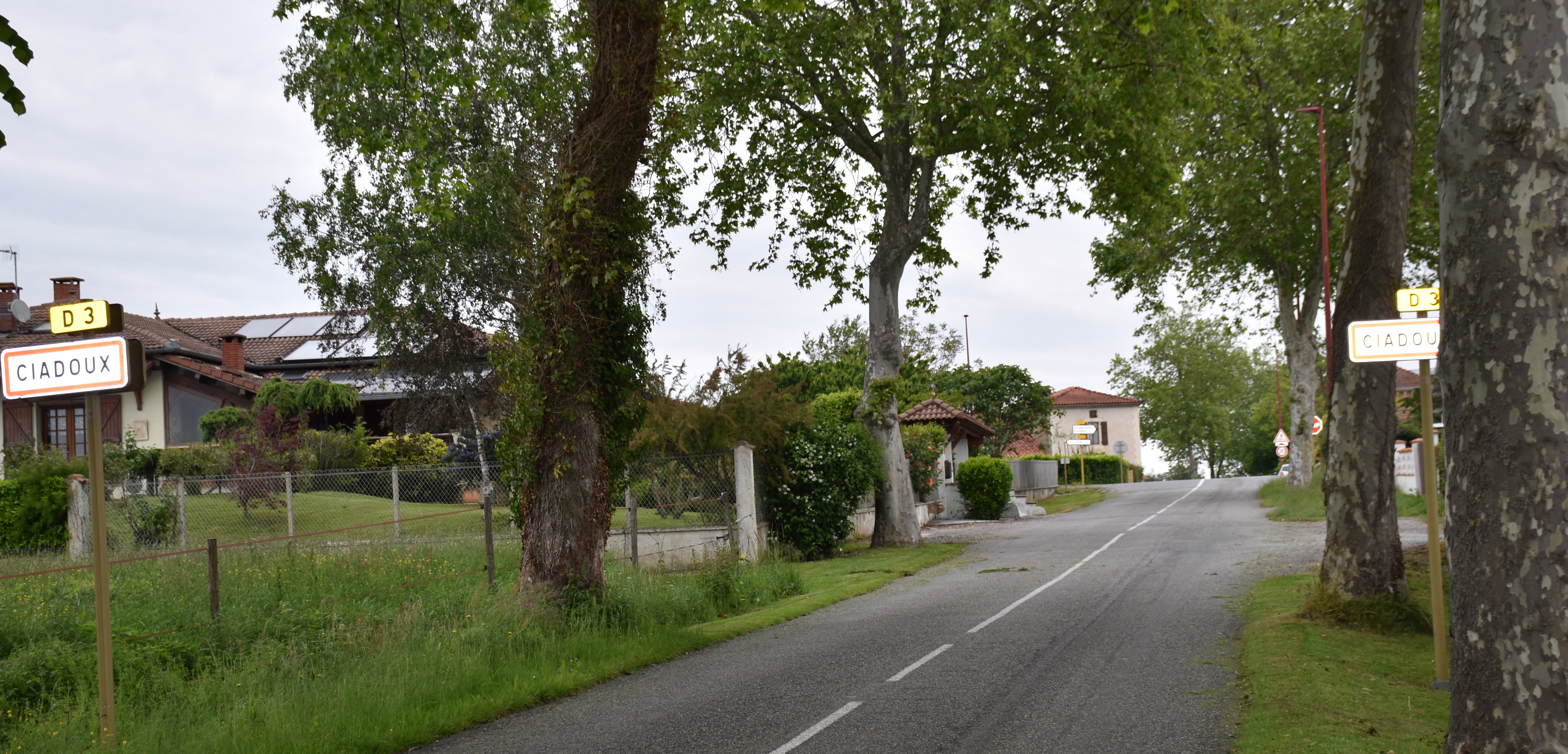
Une entrée de la commune.

### Localisation
La commune de Ciadoux se trouve dans le département de la Haute-Garonne, en région Occitanie.
Elle se situe à 69 km à vol d'oiseau de Toulouse, préfecture du département, et à 17 km de Saint-Gaudens, sous-préfecture.
Les communes les plus proches sont : 
Montgaillard-sur-Save (0,9 km), Escanecrabe (1,8 km), Saman (2,8 km), Saint-Lary-Boujean (3,3 km), Saint-Pé-Delbosc (3,5 km), Castéra-Vignoles (3,8 km), Mondilhan (4,5 km), Charlas (5,0 km).
Sur le plan historique et culturel, Ciadoux fait partie du pays de Comminges, correspondant à l’ancien comté de Comminges, circonscription de la province de Gascogne située sur les départements actuels du Gers, de la Haute-Garonne, des Hautes-Pyrénées et de l'Ariège.
Les communes limitrophes sont  Cassagnabère-Tournas, Escanecrabe, Mondilhan, Montgaillard-sur-Save, Saint-Lary-Boujean, Saint-Pé-Delbosc et Saman.
| Saint-Pé-Delbosc      | Mondilhan          | Escanecrabe          |
| Montgaillard-sur-Save | Ciadoux            | Cassagnabère-Tournas |
| Saman                 | Saint-Lary-Boujean |                      |

### Paysages et relief

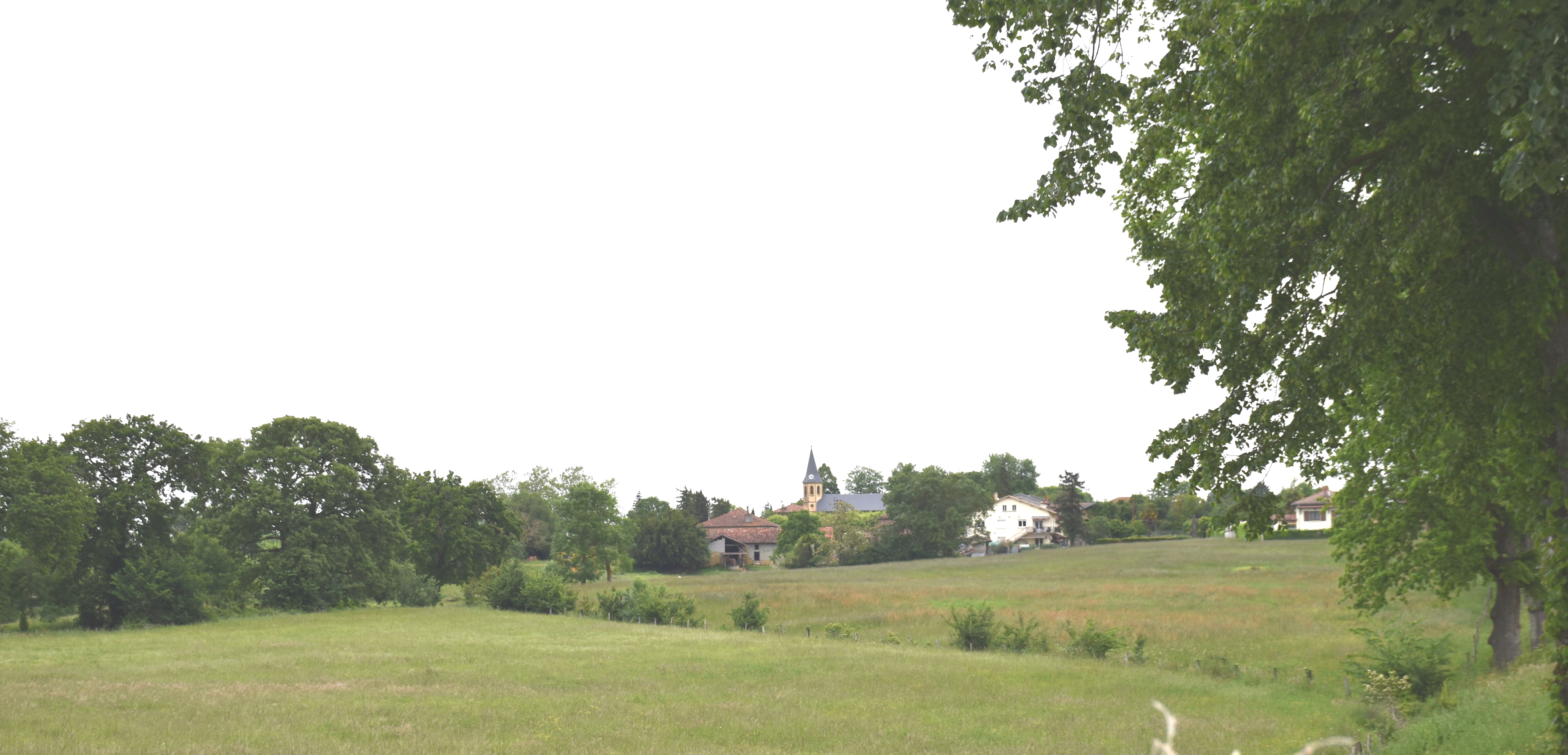
Panorama du village.

Ce petit village s'étend sur près de 973 hectares de champs, de prairies, de bois entrecoupés de vallées où coulent de petites rivières. Il est perché sur un coteau d'où il bénéficie d'une vue sur les Pyrénées.
Son altitude varie de 252  à   382 mètres.

### Hydrographie

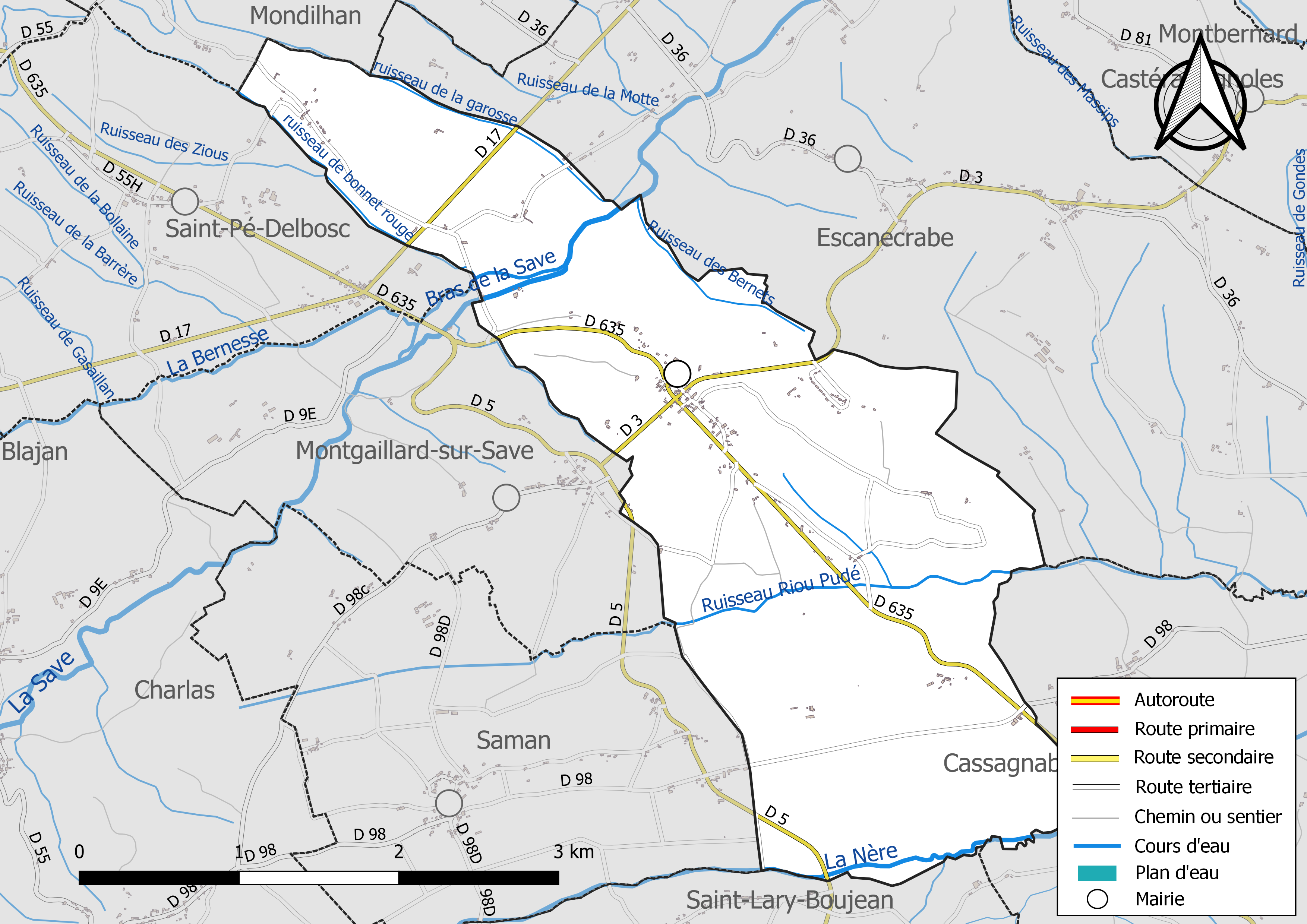
Réseaux hydrographique et routier de Ciadoux.

La commune est dans le bassin de la Garonne, au sein du bassin hydrographique Adour-Garonne. Elle est drainée par la Save, la Nère, un bras de la Save, le ruisseau Riou Pudé, le ruisseau de bonnet rouge, le ruisseau de la garosse, le ruisseau de Saint-Lary, le ruisseau des Bernets et par deux petits cours d'eau, constituant un réseau hydrographique de 12 km de longueur totale,.
La Save, d'une longueur totale de 143 km, prend sa source dans la commune de Lannemezan et s'écoule du sud-ouest vers le nord-est. Elle traverse la commune et se jette dans la Garonne à Grenade, après avoir traversé 46 communes.
La Nère, d'une longueur totale de 33,3 km, prend sa source dans la commune de Cardeilhac et s'écoule du sud-ouest vers le nord-est. Il traverse la commune et se jette dans la Louge à Montoussin, après avoir traversé 17 communes.

### Climat
Pour des articles plus généraux, voir Climat de l'Occitanie et Climat de la Haute-Garonne.
En 2010, le climat de la commune est de type climat océanique altéré, selon une étude s'appuyant sur une série de données couvrant la période 1971-2000. En 2020, Météo-France publie une typologie des climats de la France métropolitaine dans laquelle la commune est toujours exposée à un climat océanique altéré et est dans une zone de transition entre les régions climatiques « Aquitaine, Gascogne » et « Pyrénées centrales ».
Pour la période 1971-2000, la température annuelle moyenne est de 12,6 °C, avec une amplitude thermique annuelle de 14,9 °C. Le cumul annuel moyen de précipitations est de 919 mm, avec 9,7 jours de précipitations en janvier et 6,8 jours en juillet. Pour la période 1991-2020, la température moyenne annuelle observée sur la station météorologique la plus proche, située sur la commune de Clarac à 20 km à vol d'oiseau, est de 12,5 °C et le cumul annuel moyen de précipitations est de 804,9 mm,. Pour l'avenir, les paramètres climatiques de la commune estimés pour 2050 selon différents scénarios d'émission de gaz à effet de serre sont consultables sur un site dédié publié par Météo-France en novembre 2022.

### Milieux naturels et biodiversité

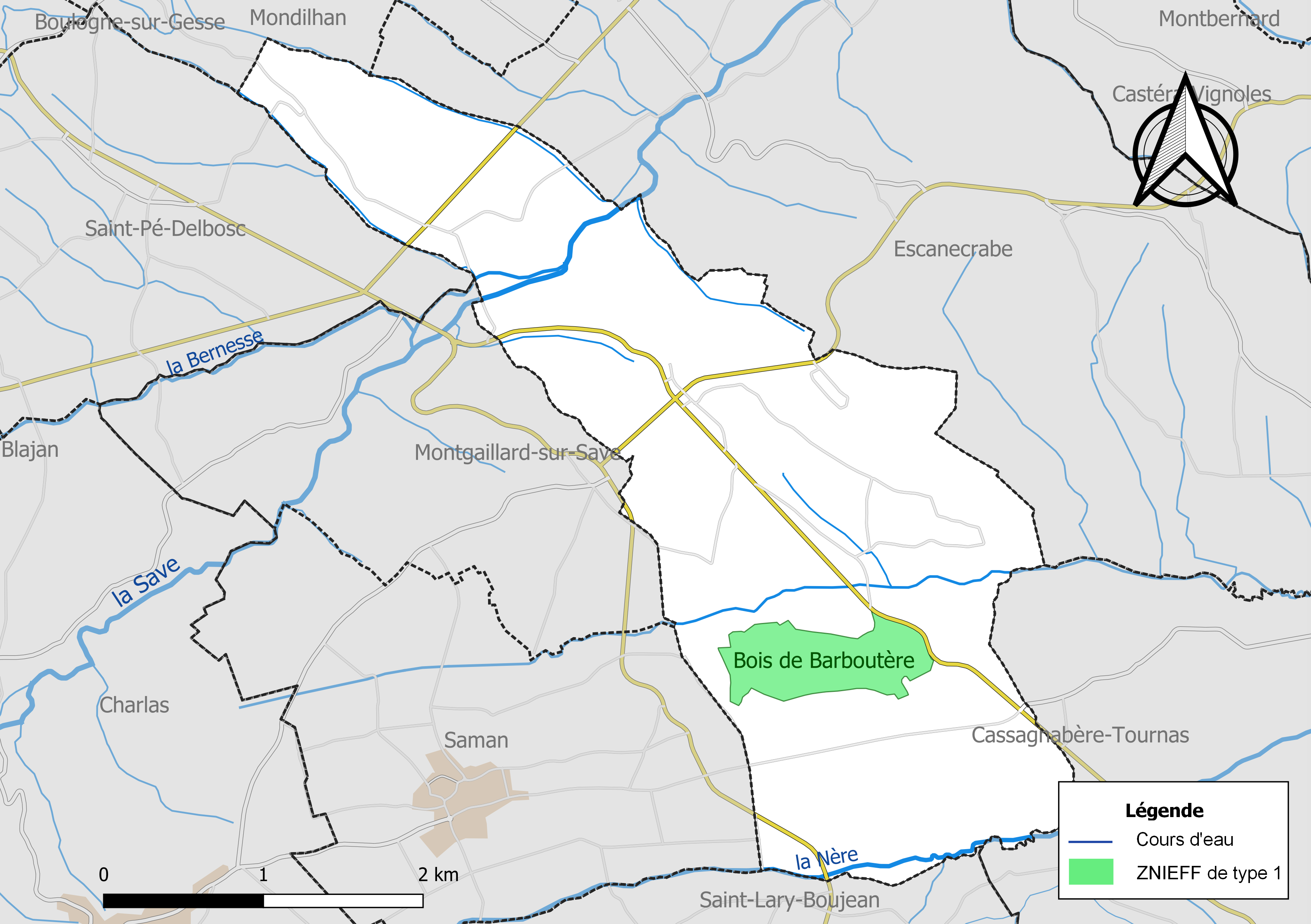
Carte de la ZNIEFF de type 1 localisée sur la commune.

L’inventaire des zones naturelles d'intérêt écologique, faunistique et floristique (ZNIEFF) a pour objectif de réaliser une couverture des zones les plus intéressantes sur le plan écologique, essentiellement dans la perspective d’améliorer la connaissance du patrimoine naturel national et de fournir aux différents décideurs un outil d’aide à la prise en compte de l’environnement dans l’aménagement du territoire.
Une ZNIEFF de type 1 est recensée sur la commune :
le « bois de Barboutère » (50 ha).

## Urbanisme

### Typologie
Au 1er janvier 2024, Ciadoux est catégorisée commune rurale à habitat dispersé, selon la nouvelle grille communale de densité à sept niveaux définie par l'Insee en 2022.
Elle est située hors unité urbaine et hors attraction des villes,.

### Occupation des sols
L'occupation des sols de la commune, telle qu'elle ressort de la base de données européenne d’occupation biophysique des sols Corine Land Cover (CLC), est marquée par l'importance des territoires agricoles (80,9 % en 2018), une proportion identique à celle de 1990 (80,9 %). La répartition détaillée en 2018 est la suivante : 
terres arables (59,2 %), forêts (19,1 %), zones agricoles hétérogènes (12,3 %), prairies (9,3 %). L'évolution de l’occupation des sols de la commune et de ses infrastructures peut être observée sur les différentes représentations cartographiques du territoire : la carte de Cassini (XVIIIe siècle), la carte d'état-major (1820-1866) et les cartes ou photos aériennes de l'IGN pour la période actuelle (1950 à aujourd'hui).

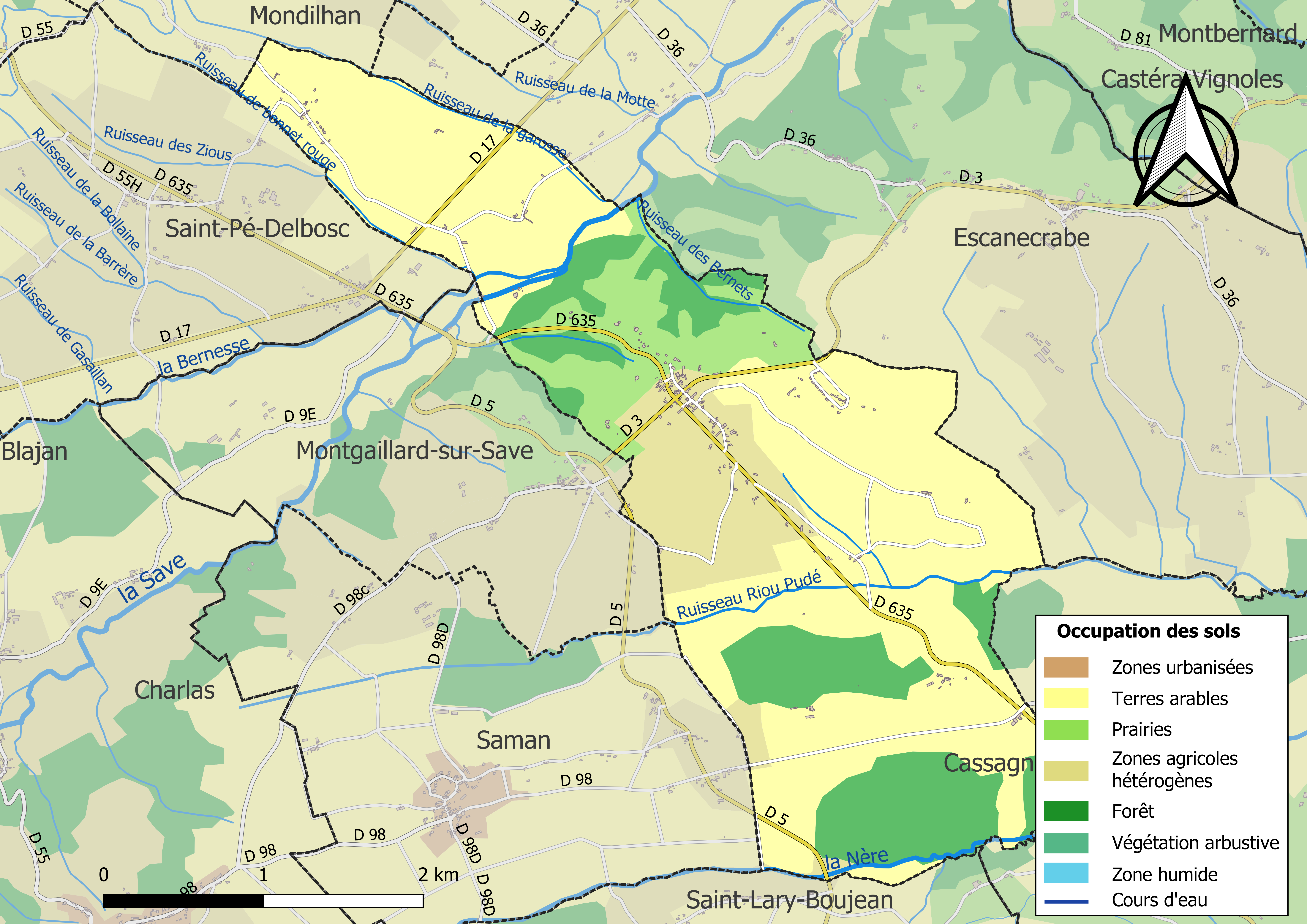
Carte des infrastructures et de l'occupation des sols de la commune en 2018 (CLC).

### Voies de communication et transports
Accès par l'ancienne route nationale 635 et par la ligne régulière de transport interurbain du réseau Arc-en-ciel (anciennement SEMVAT).

### Risques majeurs
Le territoire de la commune de Ciadoux est vulnérable à différents aléas naturels : météorologiques (tempête, orage, neige, grand froid, canicule ou sécheresse), inondations et séisme (sismicité faible). Un site publié par le BRGM permet d'évaluer simplement et rapidement les risques d'un bien localisé soit par son adresse soit par le numéro de sa parcelle.
Certaines parties du territoire communal sont susceptibles d’être affectées par le risque d’inondation par débordement de cours d'eau, notamment le Nère. La commune a été reconnue en état de catastrophe naturelle au titre des dommages causés par les inondations et coulées de boue survenues en 1982, 1998, 1999 et 2009,.

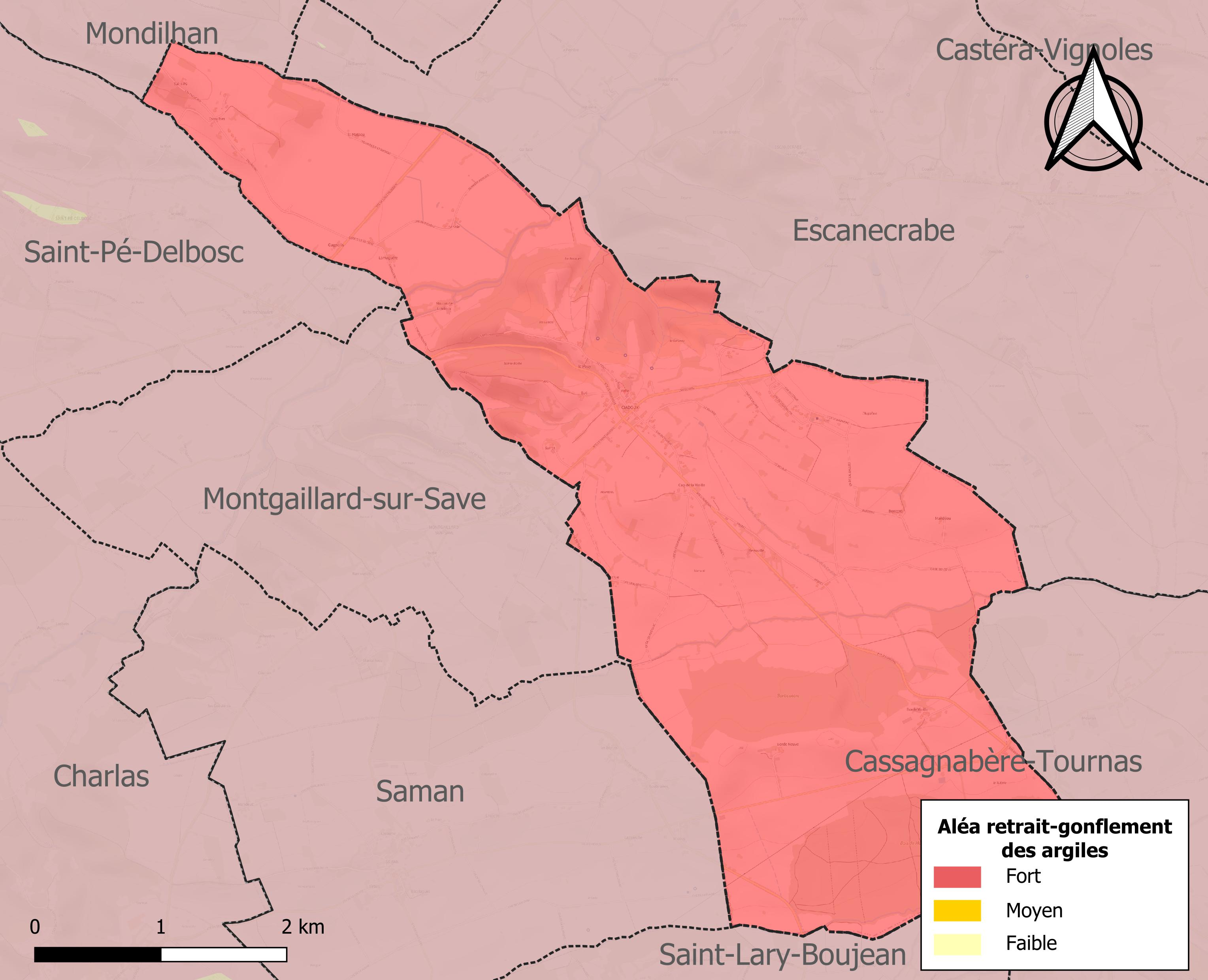
Carte des zones d'aléa retrait-gonflement des sols argileux de Ciadoux.

Le retrait-gonflement des sols argileux est susceptible d'engendrer des dommages importants aux bâtiments en cas d’alternance de périodes de sécheresse et de pluie. La totalité de la commune est en aléa moyen ou fort (88,8 % au niveau départemental et 48,5 % au niveau national). Sur les 115 bâtiments dénombrés sur la commune en 2019, 115 sont en aléa moyen ou fort, soit 100 %, à comparer aux 98 % au niveau départemental et 54 % au niveau national. Une cartographie de l'exposition du territoire national au retrait gonflement des sols argileux est disponible sur le site du BRGM,.
Par ailleurs, afin de mieux appréhender le risque d’affaissement de terrain, l'inventaire national des cavités souterraines permet de localiser celles situées sur la commune.
Concernant les mouvements de terrains, la commune a été reconnue en état de catastrophe naturelle au titre des dommages causés par la sécheresse en 1989, 1993 et 2003 et par des mouvements de terrain en 1999.

## Histoire
L'ancienne seigneurie de Ciadoux, fondée au XIIe siècle, dépendait du Comté de Comminges jusqu'à son rattachement à la couronne de France, puis de la généralité d'Auch jusqu'à la Révolution.
La première famille des seigneurs de Ciadoux (du XIIe au début du XVe siècle) est représentée par les Benque, de la famille des barons de Benqué (armoiries : de gueules à la croix d'or). La filiation est certaine à partir de Bernard de Cédons ci-dessous :
- Bernard de Cédons est seigneur de Ciadoux vers 1350
- Son fils Bernard de Cédons lui succède,
- La fille de ce dernier : Cébélie de Cédons est dame de Ciadoux.
- Les d'Ornezan (armoiries : d'azur au lion d'or) deviennent seigneurs de Ciadoux vers 1410 par le mariage de Cébélie de Cédons avec Bernard d'Ornezan de Saint Blancard (1393-1457).
- Au XVIe siècle, la seigneurie passera aux Gontaut-Biron (armoiries : écartelé d'or et de gueules).

### Héraldique
| Ciadoux | Son blasonnement est : Écartelé : au premier de gueules plain, au deuxième d'azur au lion d'or (armoiries des Ornezan), au troisième d'or plain, au quatrième de gueules à la croix d'or (armoiries des Benqué). |

## Politique et administration

### Administration municipale
Le nombre d'habitants au recensement de 2011 étant compris entre 100 et 499, le nombre de membres du conseil municipal pour l'élection de 2014 est de onze,.

### Rattachements administratifs et électoraux
Commune faisant partie de la huitième circonscription de la Haute-Garonne, de la communauté de communes Cœur et Coteaux de Comminges et du canton de Saint-Gaudens (avant le redécoupage départemental de 2014, Ciadoux faisait partie de l'ex-canton de Boulogne-sur-Gesse et avant le 1er janvier 2017 elle faisait partie de la communauté de communes du Boulonnais).

### Liste des maires
| Période                                  | Période  | Identité        | Étiquette | Qualité       |
| ---------------------------------------- | -------- | --------------- | --------- | ------------- |
| juin 2014                                | En cours | Thierry Toubert | SE        | Fonctionnaire |
| Les données manquantes sont à compléter. |          |                 |           |               |

## Démographie

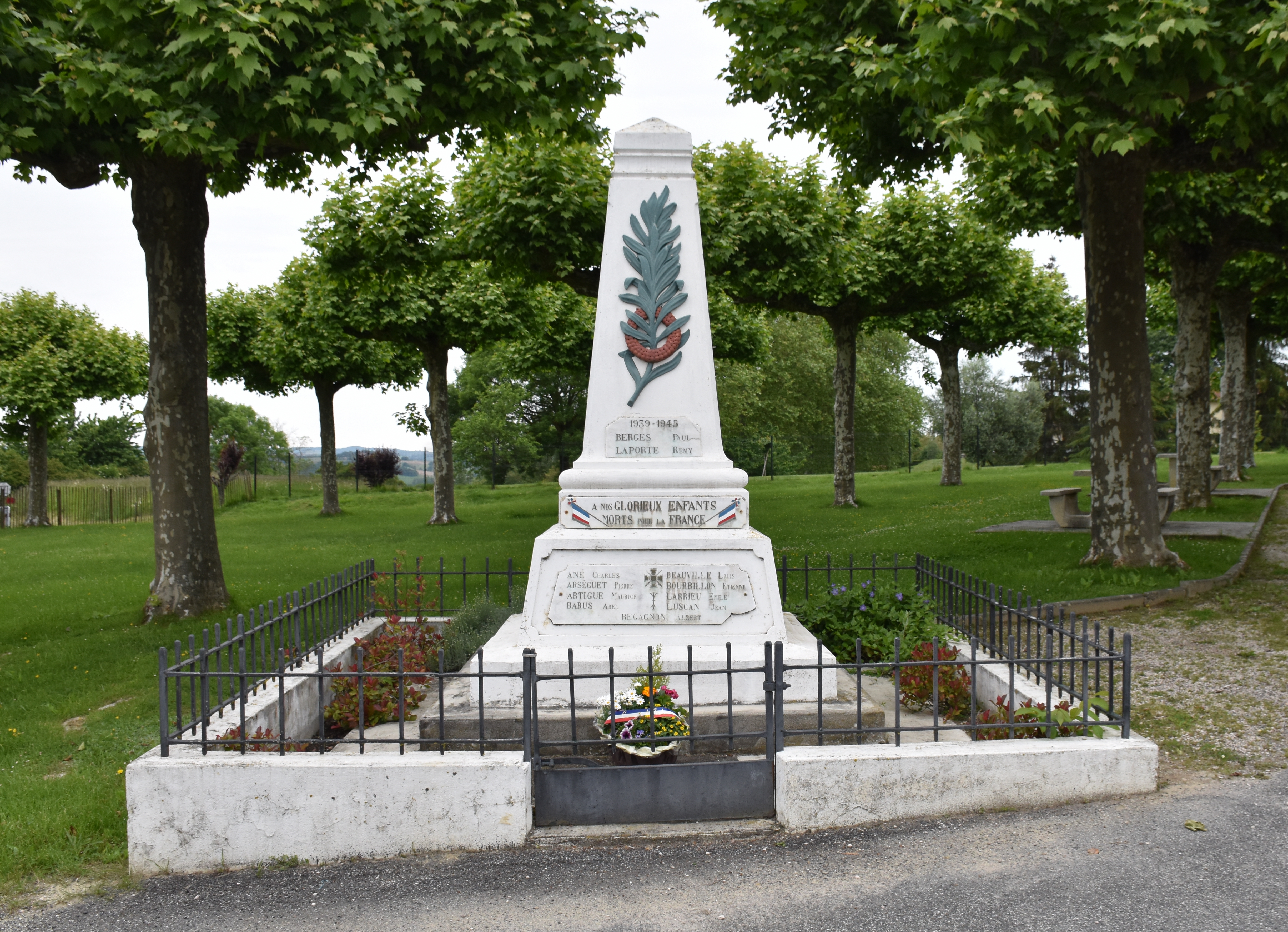
Le monument aux morts.

L'évolution du nombre d'habitants est connue à travers les recensements de la population effectués dans la commune depuis 1793. Pour les communes de moins de 10 000 habitants, une enquête de recensement portant sur toute la population est réalisée tous les cinq ans, les populations de référence des années intermédiaires étant quant à elles estimées par interpolation ou extrapolation. Pour la commune, le premier recensement exhaustif entrant dans le cadre du nouveau dispositif a été réalisé en 2008.

En 2022, la commune comptait 226 habitants, en évolution de −7 % par rapport à 2016 (Haute-Garonne : +8,02 %, France hors Mayotte : +2,11 %).
| 1793 | 1800 | 1806 | 1821 | 1831 | 1836 | 1841 | 1846 | 1851 |
| ---- | ---- | ---- | ---- | ---- | ---- | ---- | ---- | ---- |
| 335  | 340  | 367  | 376  | 383  | 368  | 388  | 394  | 394  |

| 1856 | 1861 | 1866 | 1872 | 1876 | 1881 | 1886 | 1891 | 1896 |
| ---- | ---- | ---- | ---- | ---- | ---- | ---- | ---- | ---- |
| 399  | 389  | 382  | 337  | 360  | 340  | 359  | 356  | 327  |

| 1901 | 1906 | 1911 | 1921 | 1926 | 1931 | 1936 | 1946 | 1954 |
| ---- | ---- | ---- | ---- | ---- | ---- | ---- | ---- | ---- |
| 315  | 295  | 303  | 241  | 243  | 198  | 192  | 208  | 235  |

| 1962 | 1968 | 1975 | 1982 | 1990 | 1999 | 2006 | 2008 | 2013 |
| ---- | ---- | ---- | ---- | ---- | ---- | ---- | ---- | ---- |
| 197  | 207  | 188  | 196  | 203  | 186  | 236  | 250  | 258  |

| 2018 | 2022 | - | - | - | - | - | - | - |
| ---- | ---- | - | - | - | - | - | - | - |
| 221  | 226  | - | - | - | - | - | - | - |

| selon la population municipale des années : | 1968 | 1975 | 1982 | 1990 | 1999 | 2006 | 2009 | 2013 |
| Rang de la commune dans le département      | 320  | 324  | 330  | 345  | 377  | 350  | 341  | 341  |
| Nombre de communes du département           | 592  | 582  | 586  | 588  | 588  | 588  | 589  | 589  |

## Économie

### Revenus
En 2018  (données Insee publiées en septembre 2021), la commune compte 97 ménages fiscaux, regroupant 212 personnes. La médiane du revenu disponible par unité de consommation est de 18 210 € (23 140 € dans le département).

### Emploi
|                | 2008  | 2013   | 2018   |
| -------------- | ----- | ------ | ------ |
| Commune        | 7,1 % | 12,2 % | 10,5 % |
| Département    | 7,7 % | 9,6 %  | 9,3 %  |
| France entière | 8,3 % | 10 %   | 10 %   |

En 2018, la population âgée de 15 à 64 ans s'élève à 124 personnes, parmi lesquelles on compte 69,4 % d'actifs (58,9 % ayant un emploi et 10,5 % de chômeurs) et 30,6 % d'inactifs,. En  2018, le taux de chômage communal (au sens du recensement) des 15-64 ans est supérieur à celui du département et de la France, alors qu'en 2008 la situation était inverse.
La commune est hors attraction des villes,. Elle compte 35 emplois en 2018, contre 41 en 2013 et 37 en 2008. Le nombre d'actifs ayant un emploi résidant dans la commune est de 73, soit un indicateur de concentration d'emploi de 48,4 % et un taux d'activité parmi les 15 ans ou plus de 46,5 %.
Sur ces 73 actifs de 15 ans ou plus ayant un emploi, 22 travaillent dans la commune, soit 30 % des habitants. Pour se rendre au travail, 83,6 % des habitants utilisent un véhicule personnel ou de fonction à quatre roues, 2,7 % les transports en commun, 1,4 % s'y rendent en deux-roues, à vélo ou à pied et 12,3 % n'ont pas besoin de transport (travail au domicile).

### Activités hors agriculture
10 établissements sont implantés  à Ciadoux au 31 décembre 2019.
Le secteur de la construction est prépondérant sur la commune puisqu'il représente 40 % du nombre total d'établissements de la commune (4 sur les 10 entreprises implantées  à Ciadoux), contre 12 % au niveau départemental.

### Agriculture
La commune est dans les « Coteaux de Gascogne », une petite région agricole occupant une partie ouest du département de la Haute-Garonne, constitué d'un relief de cuestas et de vallées peu profondes, creusés par les rivières issues du massif pyrénéen, avec une activité de polyculture et d’élevage. En 2020, l'orientation technico-économique de l'agriculture  sur la commune est l'élevage bovin, orientation mixte lait et viande.
|               | 1988 | 2000 | 2010 | 2020 |
| ------------- | ---- | ---- | ---- | ---- |
| Exploitations | 20   | 15   | 9    | 12   |
| SAU (ha)      | 682  | 525  | 179  | 241  |

Le nombre d'exploitations agricoles en activité et ayant leur siège dans la commune est passé de 20 lors du recensement agricole de 1988  à 15 en 2000 puis à 9 en 2010 et enfin à 12 en 2020, soit une baisse de 40 % en 32 ans. Le même mouvement est observé à l'échelle du département qui a perdu pendant cette période 57 % de ses exploitations,. La surface agricole utilisée sur la commune a également diminué, passant de 682 ha en 1988 à 241 ha en 2020. Parallèlement la surface agricole utilisée moyenne par exploitation a baissé, passant de 34 à 20 ha.

### Lieux et monuments

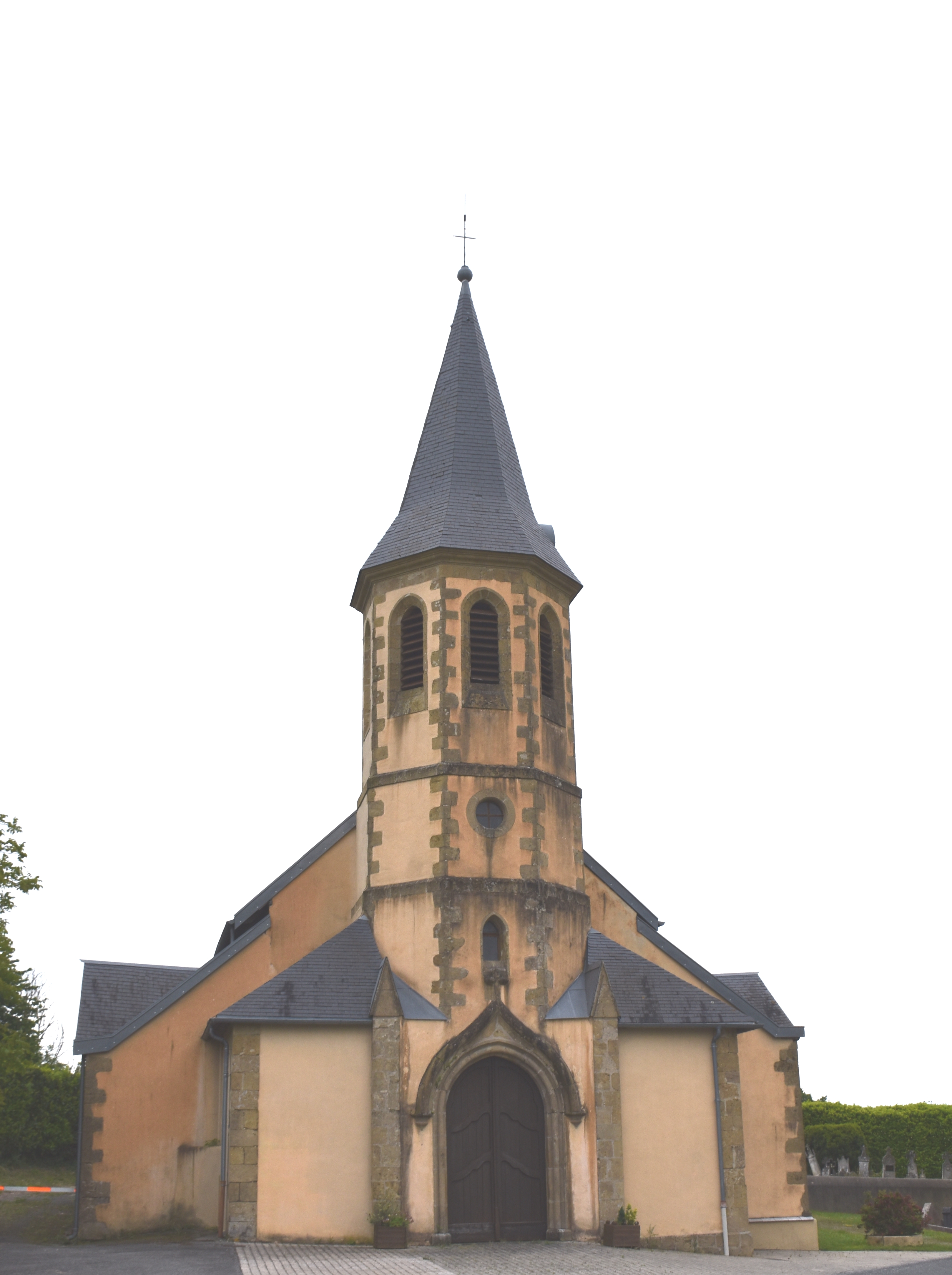
L'église Saint-Michel.

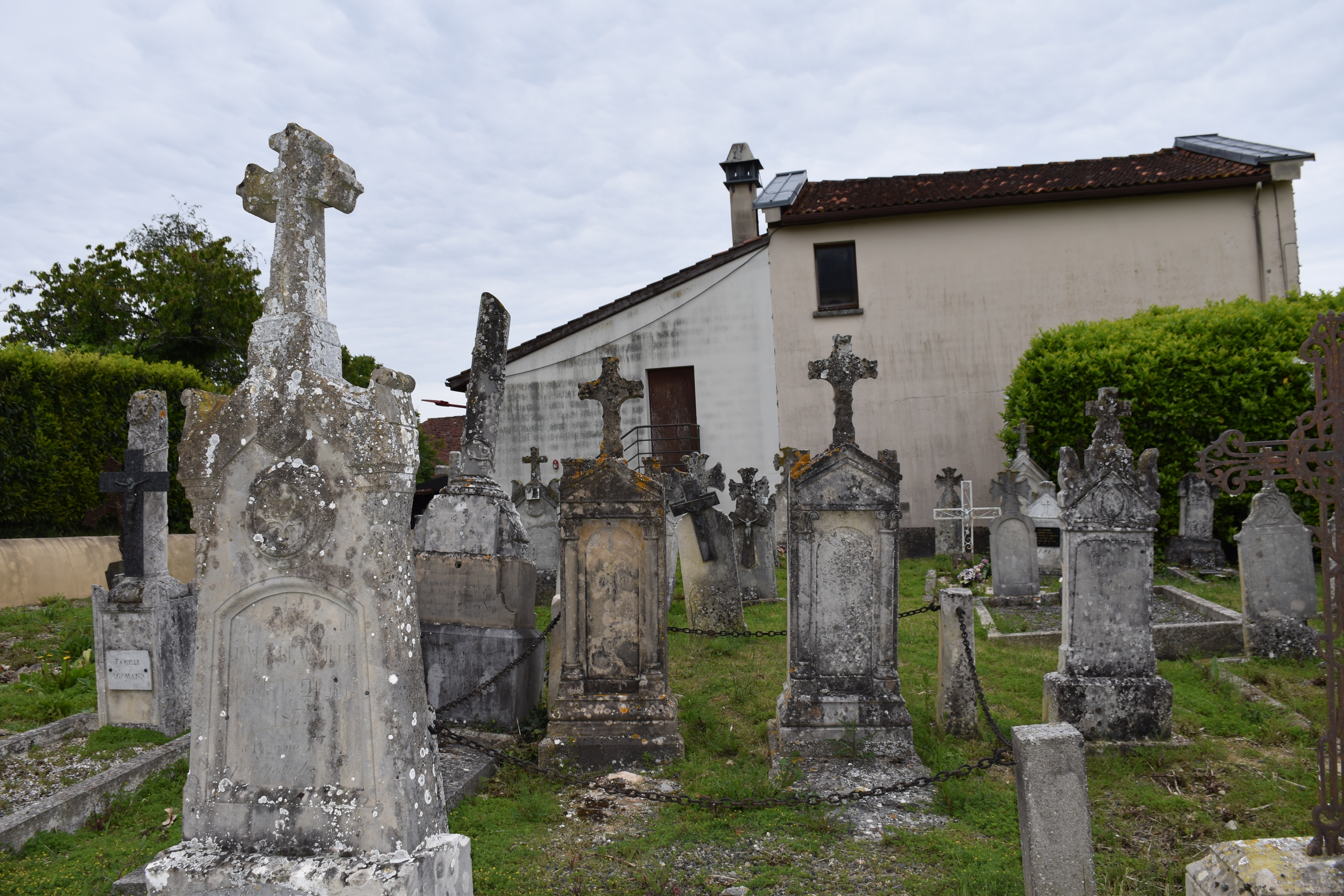
Le vieux cimetière près de l'église.

## Culture locale et patrimoine

### Église Saint-Michel
L'église Saint-Michel de Ciadoux est dédiée à saint Michel archange. De style néo-gothique, elle ne représente pas d'aspect architectural particulier. En revanche elle conserve en son intérieur un ensemble de mobilier en pierre et de peintures murales tout à fait remarquable.
Dans les documents, il est fait mention d'une très vieille église à Ciadoux, mais sans autres précisions. Au cours des siècles, l'état de cet édifice s'est détérioré, si bien que vers le milieu du siècle dernier il a été nécessaire de le reconstruire. Les travaux, pour des raisons financières, ont duré une quarantaine d'années, entre 1837 et 1877. Finalement l'église a été reconstruite dans son ensemble tout en préservant et en protégeant le chœur qui renferme les principaux monuments.
Les richesses artistiques de cette église proviennent en grande partie de l'abbaye de Nizors, aujourd'hui détruite, et grâce au mécénat de la famille d'Ornezan. Cette famille qui a hérité, par mariage, de la seigneurie de Ciadoux, a rayonné sur la contrée et même plus durant de nombreuses décennies.

#### Mise au tombeau
Le retable du maître-autel en pierre, datant du XVIe siècle, classé Monument historique le 9 novembre 1906 comporte une Mise au tombeau.
Cet ensemble monumental est un véritable chef-d'œuvre. Il occupe toute l'abside de l'église par un vaste encadrement à pilastres et anse de panier finement ouvragés, dominé par une corniche aérienne en accolade et par des fleurons.
Les personnages, en pierre fine, sont grandeur nature. En plus des deux soldats romains qui gardent le tombeau, huit personnages entourent le corps du Christ allongé dans les plis de son linceul. Il est soutenu à la tête par Joseph d'Arimathie et aux pieds par Jean Nicodème. Derrière, les saintes femmes entourent la Vierge et la soutiennent dans sa peine. Parmi elles, on peut reconnaître sainte Madeleine et son pot de parfums avec, à ses côtés, sainte Marthe qui tient la couronne. De chaque côté de la vierge, Marie Salomé et Marie Jacome. Enfin totalement à gauche saint Jean l'évangéliste.
Dans les deux niches aux extrémités du corps du Christ, se trouvent deux bustes d'ecclésiastiques agenouillés en rochet, portant chacun aux doigts plusieurs anneaux. Dans ces bustes, la tradition veut voir le portrait des généreux donateurs, Savaric et Bernard d'Ornezan.
On peut remarquer dans cet ensemble monumental les proportions harmonieuses des corps, la souplesse des formes, le naturel des gestes, le réalisme des visages et l'étude savante du plissé.
On attribue à Nicolas Bachelier cette mise au tombeau, ainsi que le tombeau monumental tout à côté.

#### Tombeau des d'Ornezan
Monument en pierre blanche, datant du XVIe siècle, classé Monument historique le 9 novembre 1906.
Ce tombeau monumental est d'un style identique à celui de la mise au tombeau. C'est un véritable chef-d'œuvre de la Renaissance avec ses colonnes cannelées, ses chapiteaux, ses moulures du fronton, ses arabesques, oiseaux et chimères. Tout cela est d'une exactitude achevée. Sur le tympan du frontispice on retrouve la figure du Père éternel, et couronnant le monument les trois anges tenant entre leurs bras les urnes de parfum.
Ce mausolée qui renferme les corps de Savaric et Bernard d'Ornezan, a été commandé, selon toute vraisemblance, au grand sculpteur toulousain de la Renaissance Nicolas Bachelier par Bernard d'Ornezan. De là à penser qu'il est aussi l'auteur de la Mise au tombeau tout à côté ?
Sur le caveau se trouvait le gisant, en pierre du pays, de Savaric. Il était le souvenir mortuaire de l'évêque enseveli dans le sanctuaire, dans un caveau souterrain à voûte de pierre, au pied du mausolée qui fut élevé plus tard par son neveu Bernard. Cette statue représente l'évêque, mitre en tête, crosse appuyée sur une levrette et pressée sur la poitrine avec les mains jointes. Le caveau fut profané à la Révolution, la statue enlevée, décapitée et placée face contre terre pour servir de seuil à la porte d'entrée de l'église. Ce ne fut que bien plus tard, à l'initiative de Florian Desprez, archevêque de Toulouse, qu'elle fut enlevée de là et encastrée dans le mur de la sacristie. Mais elle est très abîmée.

#### LaPietà
Statue en pierre polychrome et dorée sur son support double, datant de la fin du XVe siècle, classée Monument historique le 17 mai 1999.
Cette sculpture représente la Vierge avec le corps de son fils Jésus, après la crucifixion.
On peut relever la précision dans l'étude anatomique et le plissé du vêtement : formes pleines, corps souples, attitudes où l'on retrouve une certaine émotion dans le visage.

#### Sainte Madeleine
Statue en pierre sculptée et polychrome du XVe siècle, haute de 0,90 m, classée Monument historique le 17 mai 1999.
Cette statuette dorée représente la sainte, les cheveux longs sous forme de mèches retombant sur le buste, les yeux légèrement bridés. Elle porte une robe à plis décolletée, et sur les épaules est posé un élégant manteau noué sur le devant. Les pans du manteau, brodés de galons, sont retenus par le bras droit et recouvrent la main gauche où repose le pot de parfums utilisés pour embaumer les pieds du Christ.
Le visage est un peu vulgaire, mais a les traits précis. On trouve la sainte un peu raide dans ses vêtements.

#### La croix
Croix d'autel, datant du XVIe siècle, classée Monument historique le 8 mars 1924.
Croix en cristal de roche et argent doré, avec cabochons d'émail bleu.

#### Fresques
Peintures murales vraisemblablement du XIIIe/XIVe siècle.
Les peintures de derrière l'autel, juste au-dessus de la mise au tombeau ont été mises au jour en 1964. Elles représentent l'Annonciation. Cachée à droite par le retable sculpté apparaît une fuite en Égypte et à gauche une scène où on reconnait la reine Anne de Bretagne « proposant » le baptême à un Juif agenouillé de force par un bras énergique, ce qui daterait ces fresques de la fin du XVe siècle.
Les autres, à la droite du chœur, ont été mises au jour en 1990.

#### Autres
Colonne avec chapiteau, datant du XIIIe siècle, classée Monument historique le 17 mai 1999.
Les deux chapiteaux géminés en marbre blanc ou veiné, montés sur des colonnettes pour servir de supports à des statues de la pietà et de l'archange saint Michel, proviennent du cloître disparu de l'abbaye de Nizors.

## Vie pratique

### Enseignement
Ciadoux fait partie de l'académie de Toulouse.

### Culture
- Atelier d'écriture humoristique : ouvert à tous ceux qui possèdent les bases minimales pour s'exprimer en Français, cet atelier fonctionne tous les mois depuis avril 2008 ; aujourd'hui hébergé à la Maison des Associations, route de Lilhac, de 15 à 17h et généralement le 2ème jeudi après-midi du mois (hors juillet/aout). Les travaux donnent lieu régulièrement à l'édition d'un livre. Le tome II  « Des mots pour le rire »  regroupe les dernières et meilleures publications, il est édité par l'association éponyme « Des mots pour le rire ». Sa vente contribue majoritairement au financement du salon annuel "Autour du livre".
- Salon "Autour du livre" en Comminges : depuis 2009 chaque année entre fin d'automne ou au printemps, a lieu un salon "Aurour du Livre" qui propose des expositions, des animations en rapport avec le livre ou l'écriture, l'histoire locale. C'est l'occasion de promotionner de nouveaux auteurs locaux et régionaux dans tous les genres littéraires et de convier des écrivains connus nationalement. Y sont régulièrement invités des éditeurs, illustrateurs, calligraphes, relieurs, imprimeurs et autres acteurs ou artisans en rapport avec le livre. Organisé bénévolement par les membres de l'atelier d'écriture humoristique, ils ont créé pour le gérer, l'association « Des mots pour le rire » dont le siège est à Ciadoux. Un prix de poésie y est parfois décerné et ce sont les auteurs invités qui chaque année en constituent le jury. Le 14ème salon a eu lieu le dimanche 6 avril 2025 autour de 30 auteurs, illustrateurs, éditeurs, d'une librairie et d'animateurs d'activités connexes à la lecture et à l'écriture ; l'ensemble est renouvelé chaque année tout comme les 6 causeries d'auteurs. Les entrées à toutes les activités et conférences sont gratuites.

## Pour approfondir